# Leon Senf

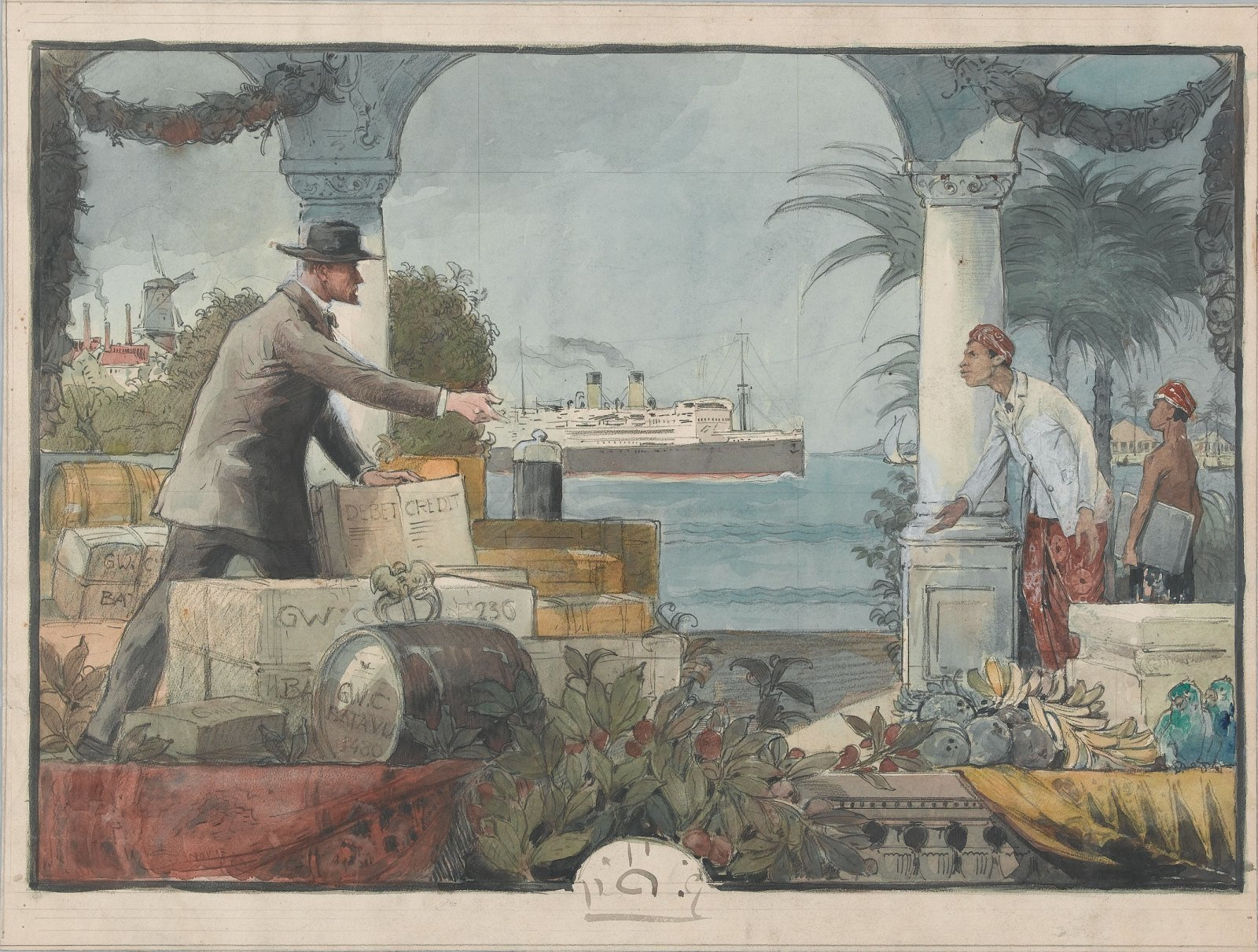
Ontwerp voor een tegeltableau

Leonardus Johannes (Leon) Senf (Delft, 11 maart 1860 – Alkmaar, 3 september 1940) was een Nederlands plateelschilder en ontwerper, werkzaam bij De Porceleyne Fles in Delft.

## Leven en werk
Hij had een belangrijk aandeel in de ontwikkeling van het "Nieuw Delfts". Voor het Nieuw Delfts nam Senf keramiek uit het Midden en Nabije Oosten tot voorbeeld, met name İznik-keramiek. Hij was naast ontwerper en schilder van sieraardewerk en tegeltableaus ook maker van bouwaardewerk, onder andere voor het Vredespaleis in Den Haag, in het Stadhuis van Rotterdam en de Schouwburg in Haarlem. In zijn vrije tijd heeft hij veel getekend, geschilderd en geëtst. 
Senf vestigde zich in 1918 met zijn gezin in 'Eureka', een atelierwoning aan de Duinweg 10 in Noordwijk. In 1926 kocht hij daar een stuk bouwgrond, waarop hij een huis liet bouwen met de naam Elcapa, naar de beginletters van de namen van zijn echtgenote, zijn kinderen en hemzelf. Voor de voorgevel van het huis ontwierp Senf een keramisch reliëf met een ploegende boer en de tekst Labor Sacratus. Na het overlijden van zijn echtgenote Elizabeth Senf-Winkelman op 17 mei 1934 vertrok Senf op 30 juni vanuit Noordwijk naar Schoorl. Op 22 maart 1938 keerde Senf voor een jaar terug in Noordwijk om daarna weer af te reizen naar Schoorl.

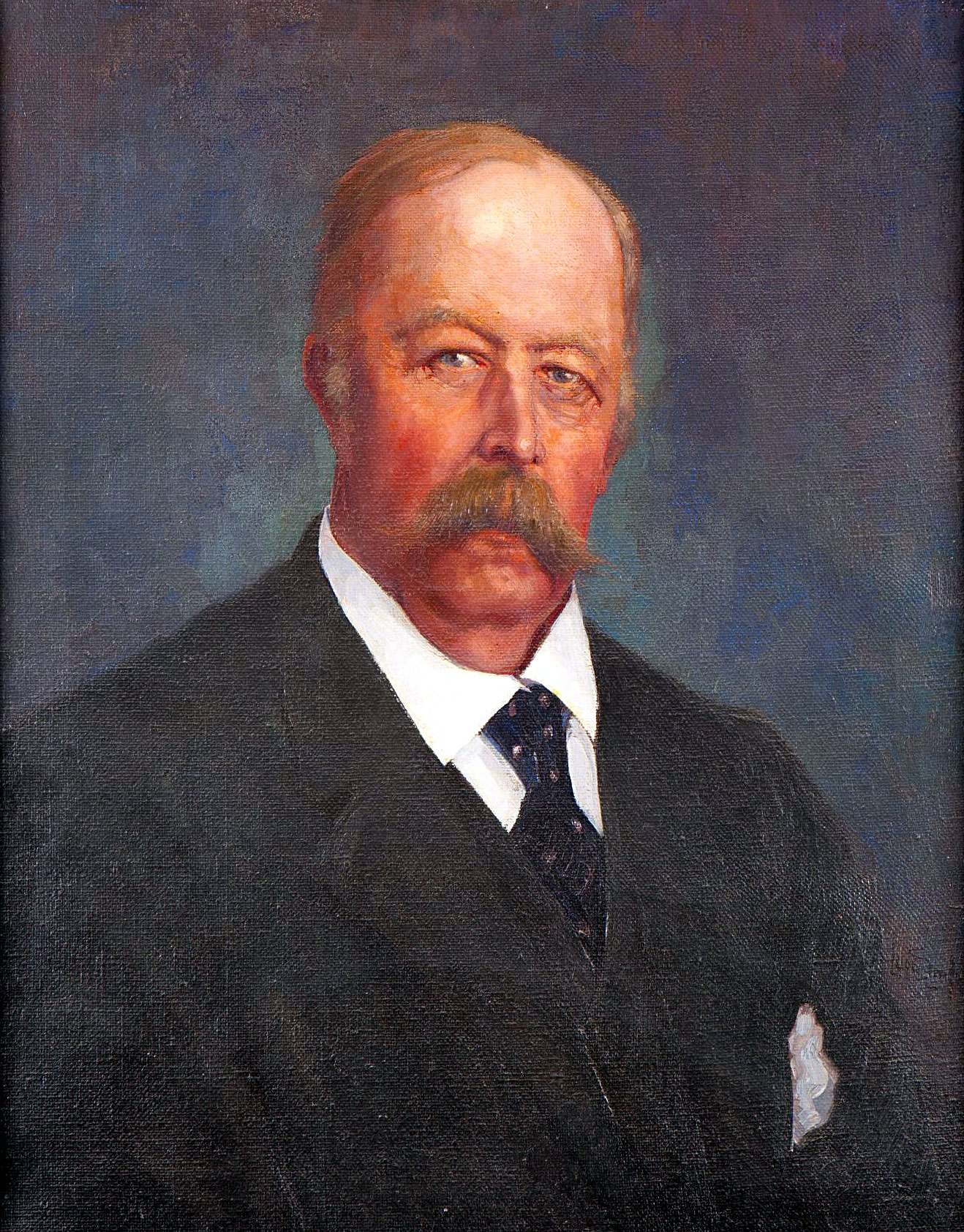
Portret van Gerrit Kalff
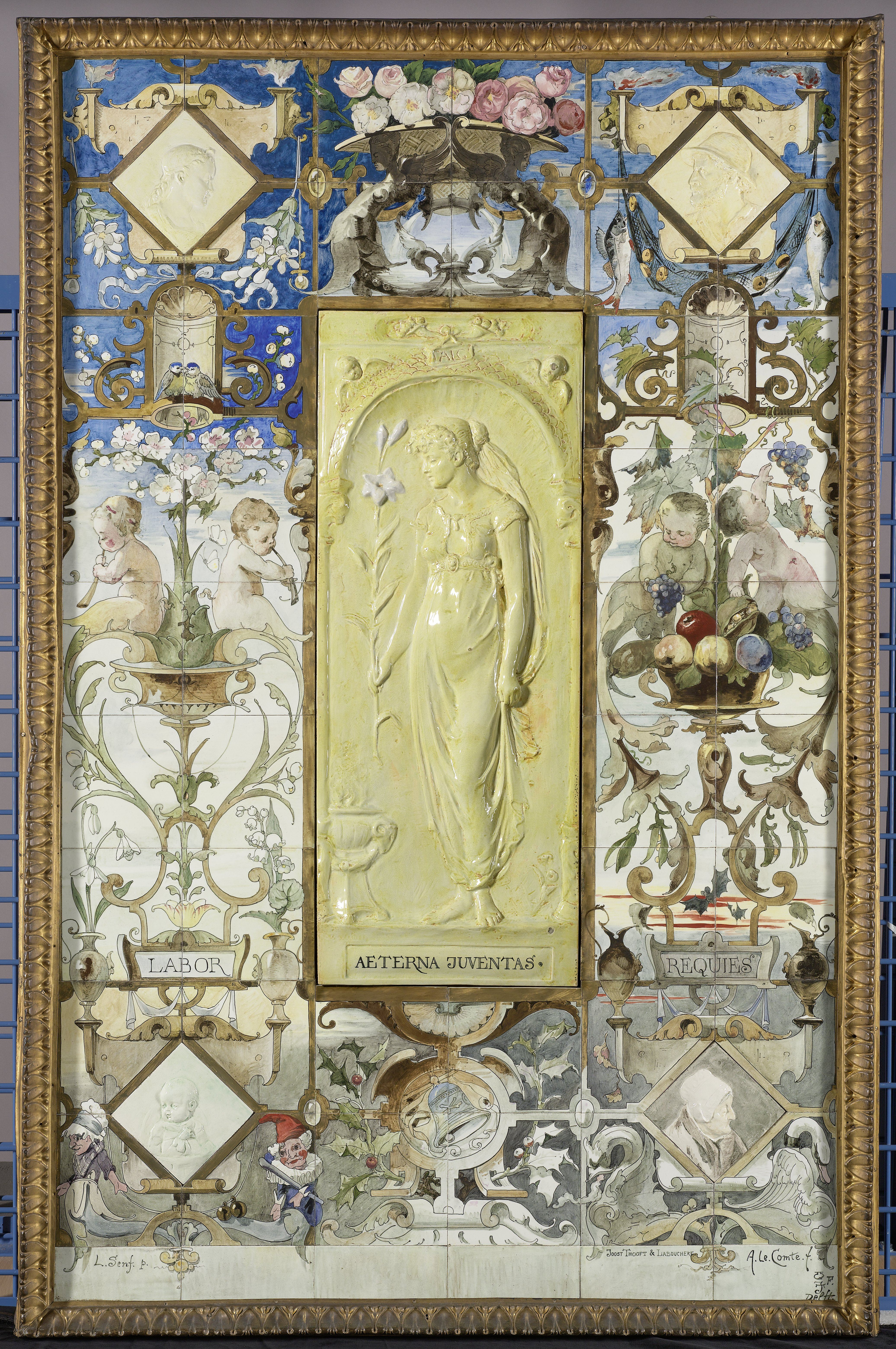
Tegeltableau (samen met Adolf le Comte)
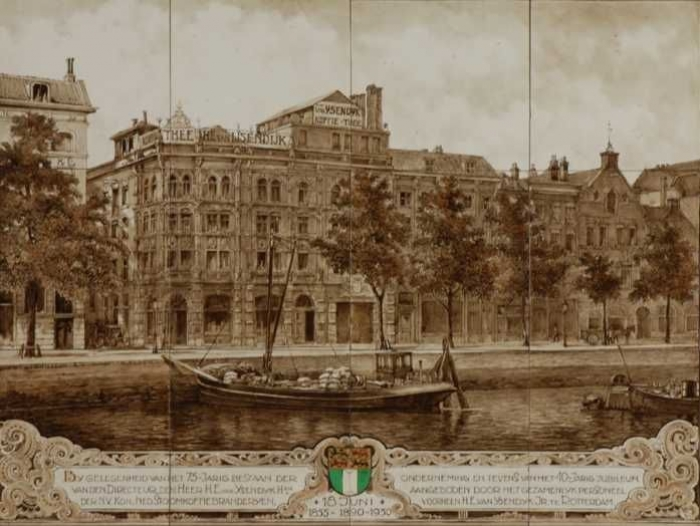
Tegeltableau koffiebranderij IJsendijk aan de Leuvehaven
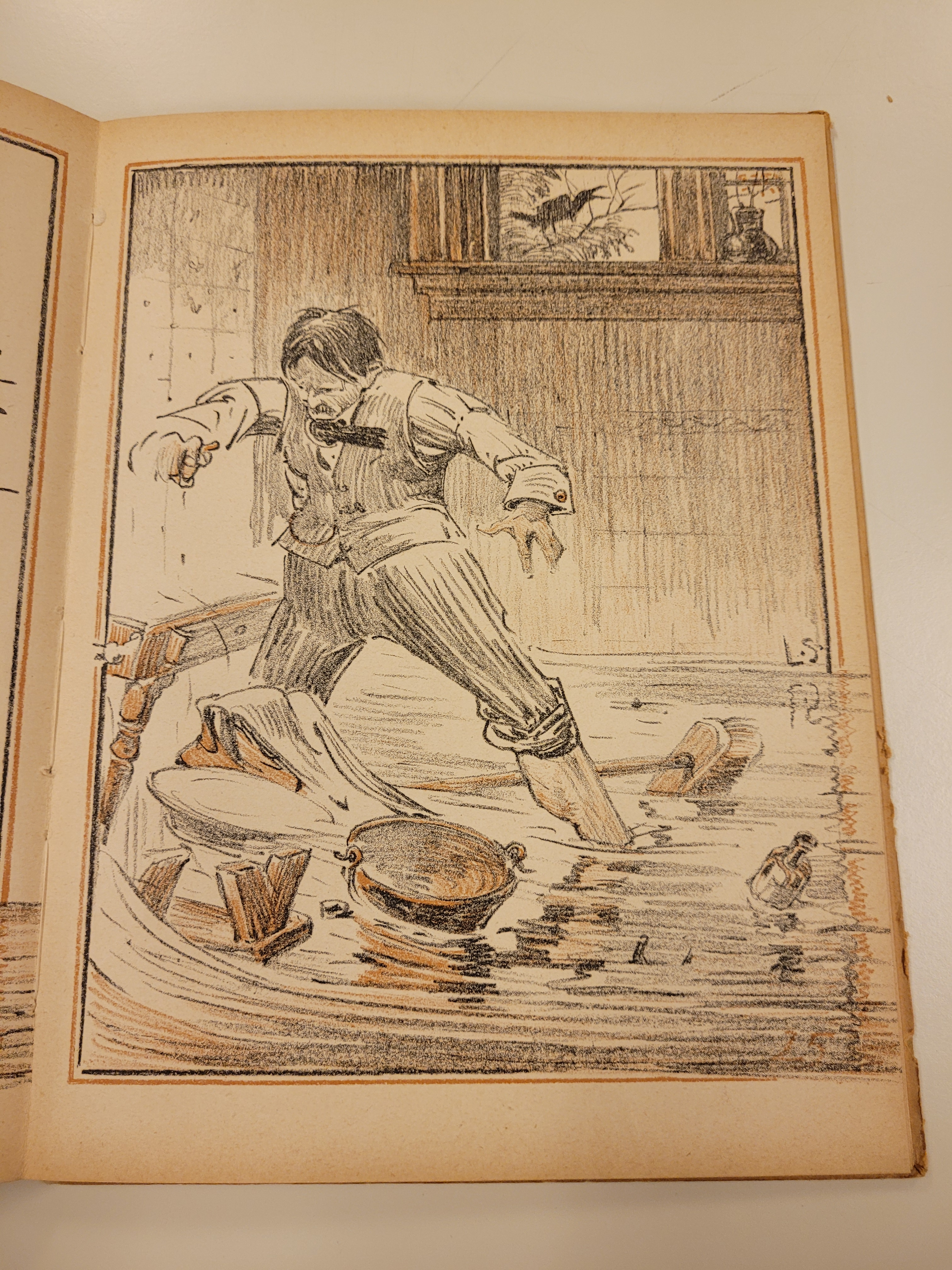
Illustratie door Senf uit 'De geschiedenis van een kraai' van Mea Verwey

## Tentoonstelling
Een deel van Senf's "vrije werk" en van zijn creaties bij De Porceleyne Fles waren van april tot september 2008 te zien op een tentoonstelling in Museum Noordwijk, dat ook een belangrijke verzameling van zijn vrije werk bezit.